# Брикетный (Казань)
Брикетный (тат. Брикетный, Briketnıy, тат. разг. Брикитни, Brikitni), ранее Новое Савиново (тат. Яңа Савин, Yaña Sawin) — посёлок в Ново-Савиновском районе Казани.

## География
Посёлок располагается на севере Ново-Савиновского района, на речке Савиновке, в так называемой коммунальной зоне Восточного Заречья. Южнее находится квартал 25А, восточнее — гаражи, булочно-кондитерский комбинат и Савиново, севернее — северный внутригородской железнодорожный ход, западнее — склады и гаражи; ранее на этом месте находился посёлок Брикетный.

## История
Возник в 1950-е годы в результате отселения части села Савиново из зоны затопления Куйбышевского водохранилища; первоначально предполагалось отселить все 128 дворов села. Как и соседнее Савиново, входил в состав Юдинского, Высокогорского, Зеленодольского и вновь Высокогорского районов. В 1984 году присоединён к Ленинскому району Казани; с 1994 года в Ново-Савиновском районе Казани.
Вскоре после присоединения к Казани посёлок Новое Савиново стал обозначаться как Брикетный, по названию соседнего посёлка, снесённого в 1980-90-е годы, предположительно, в целях избежания путаницы, так как в Восточном Заречье на тот момент уже существовали две местности с названием Новое Савиново: бывшая Савиновская стройка, или «Савинка» и одноимённый спальный район, вплотную подступивший к посёлку.
В конце 1990-х — начале 2000-х годов значительная часть Брикетного должна была быть снесена в рамках программы ликвидации ветхого жилья, однако фактически этого не произошло.

## Улицы
- 7-я Кадышевская
- 8-я Кадышевская
- 9-я Кадышевская
- 10-я Кадышевская
- 11-я Кадышевская
- 12-я Кадышевская
- 13-я Кадышевская

## Транспорт
Ближайшей остановкой общественного транспорта является остановка «Брикетный», на стыке кварталов №№ 26М и №25А, на которой останавливаются автобусы. Некоторое время (с конца 1980-х до середины 1990-х) через посёлок до остановки «Хлебозавод» следовал автобус № 11.
В 2007–2011 годах на остановке «Авторынок» (квартал № 25А) находилась конечная остановка троллейбусных маршрутов № 19 и № 19а.